# Parempheriella setosa
Parempheriella setosa är en tvåvingeart som beskrevs av Loïc Matile 1979. Parempheriella setosa ingår i släktet Parempheriella och familjen svampmyggor. Inga underarter finns listade i Catalogue of Life.